# Янаки Илиев (Кавадарци)
 Тази статия е за тиквешкия деец на ВМОРО.  За свиленградския вижте Янаки Илиев (Свиленград).  За дойранския вижте Янаки Илиев (Дойран).
Янаки Илиев Кюркчиев е български революционер, деец на Вътрешната македоно-одринска революционна организация.

## Биография
Илиев е роден в град Кавадарци, тогава в Османската империя, днес в Северна Македония. Брат е на просветния деец Владимир Илиев. Учи в българската гимназия в Солун и става учител, а по-късно кожухар. Влиза във ВМОРО още в 1894 година и е член на първия революционен комитет в Кавадарци, основан от Даме Груев. В учебната 1900 – 1901 година е учител в Мачуково. При избухването на Солунската афера е осъден на 7 години и заточен в Подрум кале. Амнистиран е през април 1903 година.
Умира на 9 октомври 1905 година в Шивец.